# Лофаст

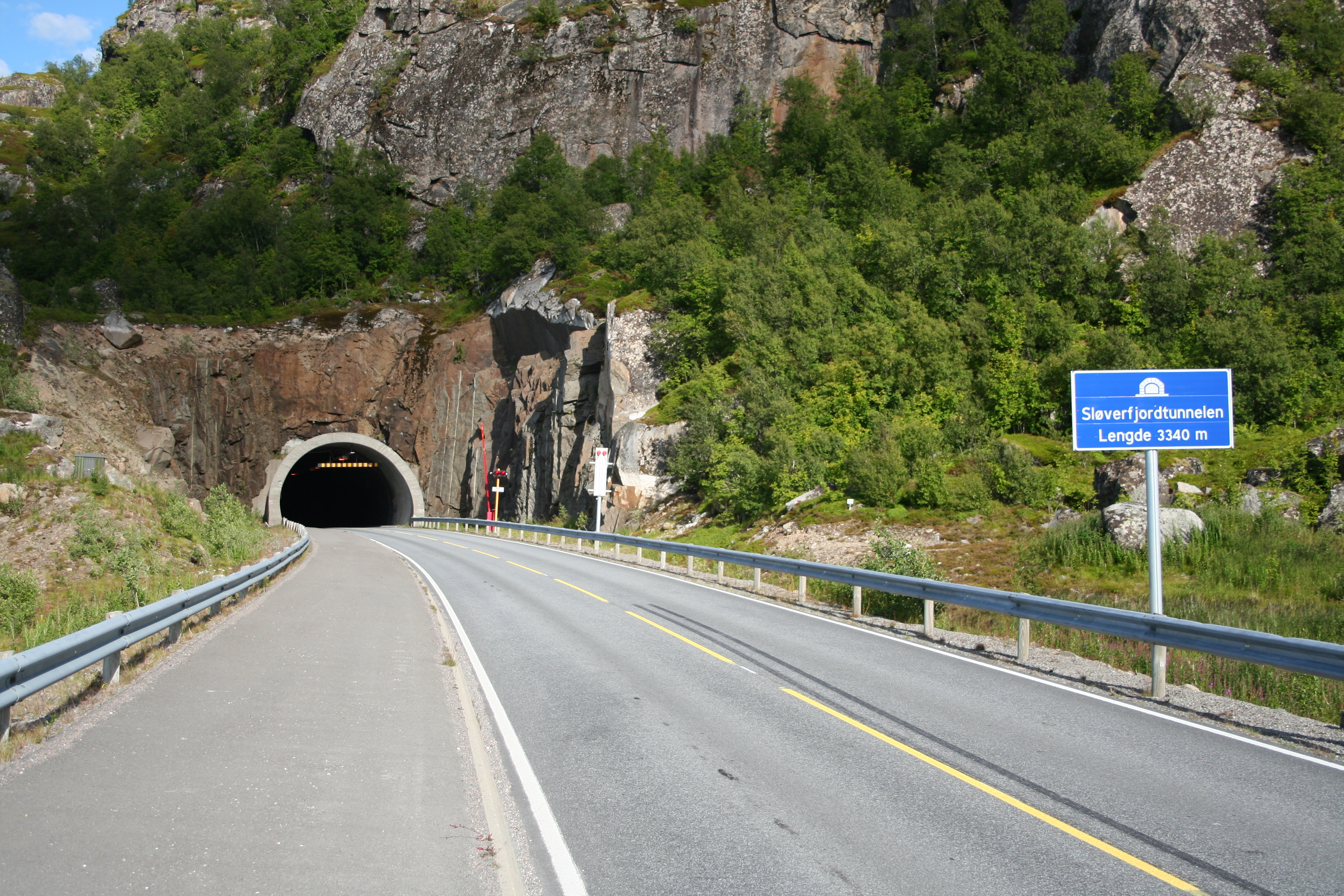
Підводний тунель Сльоверфіорд довжиною 3,3 км

Лофаст (норв. Lofast) — частина траси Е10, що сполучає Лофотенські острови з материком, надаючи прямий доступ до Лофотену з навколишніх комун.
Будівництво дороги було розпочато восени 1993 року і тимчасово зупинено в 1998 році, коли було збудовано першу чергу.
В 2003 році будівництво було відновлено і 1 грудня 2007 Лофаст було офіційно відкрито у присутності королеви Соні
.
Фактично, Лофаст сполучає Лофотен зі старою дорожньою мережею острова Хіннейа, яка, у свою чергу, сполучена з материком. Раніше траса Е10 між Лофотеном і архіпелагом Вестеролен була поромною переправою Мельбу — Фіскебьол (норв. Melbu–Fiskebøl Ferry)
.
Ця дорога проходила через кілька міст, маючи нерівномірні швидкісні обмеження.
Лофаст значно коротший, проходить крізь острів Гінньоя до материка без використання поромних переправ і допускає пересування щодо високої швидкості.
Наприклад, автобусний маршрут з аеропорту Гарстад/Нарвік, раніше тривав 4 години 15 хв., включаючи поромну переправу (210 км), зараз той же маршрут, включаючи зупинки, займає 3 години (170 км))
.
Цей маршрут може бути скорочений до двох годин при поїздці машиною і без зупинок.
Усі великі острови Лофотена сполучені між собою мостами чи підземними тунелями.
Завдяки цьому після будівництва Лофасту більшість Лофотенських островів зараз має пряме сполучення з континентальною Норвегією.
Лофаст проходить через кілька тунелів, найдовшими з яких є Сердал — 6,3 км і Сльоверфьорд — 3,3 км, а також Рафтсуннським мостом.
Між островом Гінньоя і материком розташовано Х'єльсуннський міст.